# Remennecourt
 Remennecourt  es una población y comuna francesa, en la región de Lorena, departamento de Mosa, en el distrito de Bar-le-Duc y cantón de Revigny-sur-Ornain.

## Demografía
| 96 | 95 | 82 | 85 | 77 | 70 |
| Para los censos de 1962 a 1999 la población legal corresponde a la población sin duplicidades (Fuente: INSEE [Consultar]) |    |    |    |    |    |